# Godern
Godern ist ein Ortsteil der Gemeinde Pinnow. Bis Jahresende 2011 war Godern eine eigenständige Gemeinde mit den Ortsteilen Godern und Neu Godern.

## Geografie und Verkehr
Das Dorf Godern liegt zwischen dem  Pinnower See im Südwesten, dem kleineren Mühlensee im Osten und dem Waldgebiet Hohes Holz im Norden. Im Letzteren befinden sich mit über 75 m ü. NHN auch die höchsten Erhebungen im Ortsgebiet. Fast ein Drittel des Ortsgebietes ist mit Wald bedeckt.
Südlich von Godern hat man Anschluss an die B 321 und die A 14, weiter nördlich an die B 104. Nahe Städte sind Schwerin und Crivitz.

## Geschichte
Godern wird 1376 erstmals urkundlich unter dem slawischen Namen „Gudeware“ erwähnt. Die Gegend war aber schon früher besiedelt. Am Mühlbach befindet sich eine alte stillgelegte Wassermühle. Wie die gesamte umliegende Gegend wurde Godern durch den Dreißigjährigen Krieg in Mitleidenschaft gezogen. 1646 soll der Ort durch ein Feuer fast vernichtet worden sein. Das Gebiet gehörte bis 1918 zum Großherzogtum Mecklenburg-Schwerin, danach zum Land Mecklenburg, welches 1952 vom Bezirk Schwerin abgelöst wurde. Von 1952 bis 1994 war die Gemeinde Bestandteil des Kreises Schwerin-Land, seit 1994 gehört Godern zum Landkreis Parchim, ab 2011 zum Landkreis Ludwigslust-Parchim. Nach 1990 stieg die Einwohnerzahl durch die neuerschlossenen Wohngebiete stark an. Am Ufer des Pinnower Sees befindet sich eine Badestelle. Am 1. Januar 2012 wurde Godern nach Pinnow eingemeindet.

## Politik

### Wappen
| Wappen von Godern | Blasonierung: „In Gold über rotem Schildfuß, darin ein unterhalbes, achtspeichiges, achtschaufeliges goldenes Mühlrad, eine ausgerissene grüne Kastanie, am Stamm begleitet beiderseits von einem roten Hufeisen mit sechs Nagellöchern.“ |
| Wappen von Godern | Wappenbegründung: In dem Wappen verweisen die Figuren insbesondere auf Gewerbe, die in der Vergangenheit des Ortes von Bedeutung waren: so das Mühlrad auf die bereits 1474 nachweisbare unterschlächtige Wassermühle und die Hufeisen auf die 1823 erwähnte und heute noch funktionsfähige Huf- und Wagenschmiede in Godern. Zudem symbolisieren die Hufeisen von der Anzahl her die beiden Ortsteile. Die Kastanie steht für die nach Godern führende Kastanienallee. Von der Tingierung her erinnern die Farbe Rot und das Metall Gold an die Zugehörigkeit Goderns zur mittelalterlichen Grafschaft Schwerin. Durch die Eingemeindung in die Gemeinde Pinnow am 1. Januar 2012 verlor das Gemeindewappen seinen Status als Hoheitszeichen. Es kann aber weiterhin von den Bewohnern als Identifikationssymbol und als Zeichen der Verbundenheit mit ihrem Ort genutzt werden. Das Wappen wurde von dem Wismarer Roland Bornschein gestaltet. Es wurde am 5. September 1997 durch das Ministerium des Innern genehmigt und unter der Nr. 138 der Wappenrolle des Landes Mecklenburg-Vorpommern registriert. |

### Flagge
Die ehemalige Gemeinde verfügte über keine amtlich genehmigte Flagge.

## Sehenswürdigkeiten
- Winterlinde bei der Goderner Mühle (Stammumfang 5,80 Meter)
- Pinnower See

## Persönlichkeiten
- Günter Millahn (* 1930 bei Schwerin; † 2018), Forstmann, Pädagoge, Jäger und Autor; lebte in Godern